# Worker Center
Worker Center (dt. Arbeiterzentren) sind in den USA ansässige, gemeinnützige, gemeindebasierte Vermittlungsorganisationen, die Gemeinschaften von Niedriglohnbeschäftigten organisieren und unterstützen, die noch keiner Tariforganisation (z. B. einer Gewerkschaft) angehören oder rechtlich vom Geltungsbereich der US-Arbeitsgesetze ausgeschlossen sind. Viele Arbeiterzentren in den Vereinigten Staaten konzentrieren sich auf Einwanderer und Niedriglohnempfänger in Sektoren wie der Gastronomie, dem Baugewerbe, der Tagelöhnerei und der Landwirtschaft.

## Zweck
Arbeiterzentren sind gemeinnützige Einrichtungen, die in der Gemeinde angesiedelt sind und von ihren Mitgliedern geleitet werden und gering verdienenden Arbeitern Unterstützung bieten. Um bestmöglich zur Verbesserung der Arbeitsbedingungen und der notwendigen Löhne beizutragen, bieten viele Zentren Dienstleistungen wie Englischunterricht, Hilfe bei unbezahlten Lohnforderungen, Zugang zur Gesundheitsversorgung, Entwicklung von Führungsqualitäten, Bildungsaktivitäten, Interessenvertretung und Organisation an. Viele Zentren übernehmen auch die Rolle des Verteidigers der Rechte von Einwanderern in ihren Gemeinden.

## Auswirkungen
Zentren für Tagelöhner - Die Zentren für Tagelöhner unterstützen die Beschäftigung von Tagelöhnern in erster Linie auf drei Arten. Erstens bieten sie einen Mindestlohn an. Zweitens sorgen sie für einen Verteilungsprozess für Arbeitsmöglichkeiten und drittens halten sie die Lohnstandards aufrecht, indem sie Arbeiter unterstützen, die durch Lohnvorenthaltungen von Arbeitgebern geschädigt werden.
Andere Arbeiterzentren - Arbeiterzentren, die nicht auf eine bestimmte Art von Arbeitern, wie z. B. Tagelöhner, spezialisiert sind, können ihre Mitglieder auf vielfältige Weise unterstützen. Viele Zentren bieten Schulungen zu den Rechten von Arbeitern und Einwanderern an. Sie befassen sich auch mit spezifischen Beschwerden ihrer Mitglieder am Arbeitsplatz und nutzen das Rechtssystem, den Druck der Gemeinschaft und die Organisierung am Arbeitsplatz, um die Bedingungen zu ändern.

## Die Ursprünge der Arbeiterzentren
Der Studie von Janice Fine zufolge entwickelten sich die Arbeiterzentren in drei Phasen.
Die ersten Arbeiterzentren entstanden in den späten 1970er und frühen 1980er Jahren und wurden von schwarzen Arbeiteraktivisten in North Carolina und South Carolina, von Aktivisten mit Migrationshintergrund in New York Citys Chinatown, an der texanisch-mexikanischen Grenze in El Paso und in San Francisco unter chinesischen Einwanderern gegründet. Sie entstanden als Reaktion auf die neoliberale Politik, die zu einer Verschlechterung der Arbeitsbedingungen in der verarbeitenden Industrie, zu Fabrikschließungen und zu einer Zunahme von Niedriglohnjobs im Dienstleistungssektor führte. Die Worker Centers entstanden auch als Reaktion auf "die ungleiche Entlohnung und Behandlung afroamerikanischer und weißer Arbeiter sowie die Ausbeutung innerhalb ethnischer Wirtschaftsenklaven und in der Wirtschaft im Allgemeinen (einschließlich des informellen Sektors) waren ebenfalls wichtige Katalysatoren".
Ende der 1980er bis Anfang der 1990er Jahre kam es zu einer zweiten Welle von Arbeiterzentren, als große Gruppen neuer lateinamerikanischer Einwanderer, von denen einige vor den Bürgerkriegen in Mittelamerika geflohen waren, in den Vorstädten und Städten ankamen, ebenso wie südostasiatische Einwanderer, die alle nach wirtschaftlichen Möglichkeiten suchten. Diese Arbeiterzentren wurden von zahlreichen Einzelpersonen und Institutionen wie "Kirchen und anderen religiösen Organisationen, Sozialdienst- und Rechtshilfeeinrichtungen, Nichtregierungsorganisationen (NRO) für Einwanderer und Gewerkschaften" eingerichtet.
Die letzte Welle von Arbeiterzentren begann im Jahr 2000 und dauert bis heute an. Viele Arbeiterzentren expandieren nicht nur in der Stadt, sondern auch in die Vororte, ländlichen Regionen und südlichen Bundesstaaten, in denen eine große Konzentration mexikanischer und zentraler Einwanderer in der Geflügel-, Dienstleistungs-, Landwirtschafts- und Fleischverpackungsbranche arbeitet. Darüber hinaus entstehen immer mehr Arbeiterzentren unter koreanischen, philippinischen, südasiatischen und afrikanischen Einwanderern, und sie haben eine stärkere Verbindung zu religiösen Organisationen und Gewerkschaften.

## Merkmale von Arbeiterzentren
Die Besonderheit der Arbeiterzentren, die sie von den Gewerkschaften unterscheidet, besteht darin, dass sie außerhalb des National Labor Relations Act (NLRA) tätig sind und daher kein spezifisches Organisationsmodell, keine Strategie oder Struktur haben müssen. Sie treten als "gemeinschaftsbasierte Vermittlungsinstitutionen auf, die Gemeinschaften von Niedriglohnarbeitern unterstützen und sich in ihnen organisieren". Als solche verwenden sie verschiedene Strategien, Taktiken und Ansätze, um die Bedürfnisse ihrer jeweiligen Gemeinschaften zu erfüllen.
Worker Centers gelten nicht als Arbeitsorganisationen und unterliegen daher nicht denselben Gesetzen des National Labor Relations Act (NLRA) und des Labor Management and Reporting Disclosure Act, die für traditionelle Gewerkschaften gelten. Das NLRA schränkt primäre Streikpostenaktivitäten ein und verbietet jede Art von sekundären Aktivitäten, einschließlich Streikposten oder Boykott von Geschäften, die mit dem primären Ziel in Verbindung stehen. Worker Center hingegen dürfen Streikposten aufstellen, sich an sekundären Boykotten beteiligen und mit der Presse in einer Weise interagieren, die sie zu einer einzigartigen Bedrohung für die Interessen der Unternehmen macht.
Zu den gemeinsamen Merkmalen von Arbeiterzentren gehören: eine gemischte Organisation, die die notwendigen Dienstleistungen anbietet und sich für die Interessen der Arbeiter einsetzt; sie haben eine breit gefächerte Agenda, betrachten die Welt mit einer globalen Perspektive, bauen Demokratie auf, bilden Koalitionen und haben kleine und engagierte Mitgliedergruppen. Obwohl die Vision der meisten Arbeiterzentren eine Veränderung auf systemischer Ebene ist, treffen sie sich auch mit einzelnen Arbeitgebern und verhandeln mit ihnen, um die Bedingungen für die Arbeiter zu verbessern. Diese Treffen finden oft auch dann statt, wenn nur einige wenige Arbeitnehmer in einem Betrieb beteiligt sind. Gemäß Abschnitt 7 des NLRA haben die Beschäftigten "das Recht, sich selbst zu organisieren, Arbeitsorganisationen zu gründen, ihnen beizutreten oder sie zu unterstützen, Tarifverhandlungen mit Vertretern ihrer Wahl zu führen und sich an anderen konzertierten Aktivitäten zum Zwecke von Tarifverhandlungen oder anderer gegenseitiger Hilfe oder Schutz zu beteiligen". Die gegenseitige Hilfe oder der gegenseitige Schutz werden weit ausgelegt und umfassen alle Maßnahmen (mit Ausnahme von Straftaten), die Arbeiter als Reaktion auf Veränderungen am Arbeitsplatz ergreifen, die mit den Arbeitsbedingungen zu tun haben, und nicht nur solche, die unter das Arbeitsrecht fallen. Das bedeutet, dass selbst einige Mitglieder eines Worker Centers das Recht haben, ihre Arbeitgeber in Bezug auf die Arbeitsbedingungen anzufechten und infolgedessen nicht entlassen zu werden. Dadurch sind die Arbeiterzentren sehr flexibel und können alles angehen, von gestohlenen Löhnen und Stundenlöhnen bis hin zu Bedingungen wie hohen Temperaturen in Lagerhallen oder weit verbreiteter sexueller Belästigung an einem Arbeitsplatz.
Trotz unterschiedlicher Strategien leisten die meisten Zentren ähnliche Arbeit. Dazu gehören die Unterstützung von Arbeitern bei der Bekämpfung von Lohndiebstahl durch die Einreichung von Klagen, die Zusammenarbeit mit Regierungsbehörden, um die Durchsetzung von Arbeitsgesetzen und Ansprüchen wegen Lohndiebstahls zu gewährleisten, die Durchführung von "direkten Aktionskampagnen gegen bestimmte Arbeitgeber und manchmal in bestimmten Branchen sowie die Entwicklung von Führungskräften und die Aufklärung der Bevölkerung". Da sie sich nach eigenem Bekunden dem systemischen Wandel verschrieben haben, spielen viele Arbeiterzentren auch eine Rolle als politische Partner bei der Verabschiedung von Gesetzen wie einem höheren Mindestlohn, obligatorischen bezahlten Krankheitstagen und einem Gesetz über die Rechte von Hausangestellten. Ihre Arbeiterbasis mobilisiert sich nicht nur für Aktionen gegen einzelne Arbeitgeber, sondern auch für breitere soziale Bewegungen wie Aktionen für die Rechte von Einwanderern.
Einige Zentren wurden von früheren Gewerkschaftsorganisatoren gegründet oder sind mit Gewerkschaften verbunden, sind aber, wie bereits erwähnt, keine Gewerkschaften. Worker Centers existieren, um die Nachfrage nach Dienstleistungen zu befriedigen, die die Gewerkschaften nicht erbringen können oder wollen. Viele Worker Centers wurden für Einwanderer und Minderheitengruppen eingerichtet, die in Berufen arbeiten, in denen sie vom formalen Arbeitsmarkt ausgeschlossen sind und keinen Anspruch auf NLRA-Schutz haben, wie z. B. Tagelöhner, Hausangestellte und Landarbeiter. Andere haben sich um Gruppen herum organisiert, wie z. B. Restaurantangestellte (Fight for 15, ROC United), die von traditionellen Gewerkschaften als zu schwierig zu organisieren ignoriert wurden. Um in einem Betrieb eine Gewerkschaft gründen zu können, muss die Gewerkschaft von mindestens der Hälfte der Beschäftigten einen Gewerkschaftsausweis erhalten oder bei einer Wahl eine Mehrheit für die Gewerkschaft gewinnen. Dies ist eine große Herausforderung in Betrieben wie der Fast-Food-Branche, die unter einer hohen Fluktuation leiden, oder in Branchen wie Gebäudereinigungsunternehmen, in denen es extrem schwierig sein kann, die Anzahl der Beschäftigten und deren Standorte zu ermitteln.

## Netzwerke
Auf nationaler Ebene gibt es mindestens vier Netzwerke, die Arbeiterzentren miteinander verbinden:
1. Das National Day Laborer Organizing Network (NDLON), das mit etwa 30 Tagelöhnerzentren zusammenarbeitet.
2. Interfaith Worker Justice (IWJ), dem 34 Arbeiterzentren angehören, die enge Verbindungen zu religiösen Gemeinschaften haben.
3. National Black Worker Centers (NBWC), ein Netzwerk von Black Worker Centers, die sich mit den Problemen schwarzer Arbeitnehmer in ihren Gemeinden befassen.
4. Die Food Chain Workers Alliance hat 17 Mitglieder, von denen 12 Arbeiterzentren sind, die mit Arbeitnehmern im gesamten Lebensmittelsystem arbeiten. Die Arbeiter sind in den folgenden Kernbereichen der Lebensmittelindustrie tätig: Produktion, Verarbeitung, Vertrieb, Einzelhandel und Dienstleistung.[17]

Im August 2006 kündigte der NDLON eine neue Partnerschaft mit der AFL-CIO an: „Die AFL-CIO und der NDLON werden sich gemeinsam für die Durchsetzung von Rechten auf staatlicher und lokaler Ebene sowie für die Entwicklung neuer Schutzmaßnahmen in Bereichen wie Lohn- und Arbeitszeitgesetze, Gesundheits- und Sicherheitsvorschriften, Rechte von Einwanderern und falsche Klassifizierung von Arbeitnehmern einsetzen. Sie werden sich auch gemeinsam für eine umfassende Einwanderungsreform einsetzen, die die Rechte am Arbeitsplatz unterstützt und einen Weg zur Staatsbürgerschaft und politischen Gleichberechtigung für eingewanderte Arbeitnehmer vorsieht - und gegen strafende, einwanderungs- und arbeitnehmerfeindliche Gesetze.“
Diese Partnerschaft geht auf die Entscheidung der AFL-CIO zurück, sich für zugewanderte Arbeiter einzusetzen, was eine Veränderung gegenüber der Politik des Verbandes in den 1980er und 1990er Jahren darstellt.

## Referenzen
- Martina Benz: Zwischen Migration und Arbeit. Worker Centers und die Organisierung prekär und informell Beschäftigter in den USA. Verlag Westfälisches Dampfboot, Münster 2014, ISBN 978-3-89691-956-4.
- Catharina Schmalstieg: Prekarität und kollektive Handlungsfähigkeit. Gewerkschaftsarbeit im Niedriglohnsektor. Das Beispiel USA. VSA-Verlag, Hamburg 2015, ISBN 978-3-89965-638-1.
- Redaktion Wildcat: Weltweite Worker Centers? In: Wildcat Nr. 78. Winter 2006/2007. (wildcat-www.de)
- AFL-CIO & NDLON Enter Watershed Agreement to Improve Conditions for Working Families. Press release. National Day Laborer Organizing Network. 9. August 2006. (ndlon.org)
- Janice Fine: Worker Centers: Organizing Communities at the Edge of the Dream. Cornell University Press, Ithaca, N.Y. 2006, ISBN 0-8014-4423-3.
- Janice Fine: Worker Centers: Organizing Communities at the Edge of the Dream. EPI Briefing Paper #159. 14. Dezember 2005. (epinet.org)
- Jennifer Gordon: Immigrants Fight the Power: Workers Centers Are One Path to Labor Organizing and Political Participation. In: The Nation. 3. Januar 2000.
- Mary Hollens: Workers Center: Organizing in Both the Workplace and Community. In: Labor Notes. September 1994.
- David Levine: New York Workers' Centers: Creative Response to Growth of Modern Day Sweatshops. In: Independent Politics. Juli/August 1995.
- Tiffany Ten Eyck: Workers Centers Increasingly Are Forging Alliances with Unions. In: Labor Notes. Januar 2007.
- The Food Chain Workers Alliance: The Hands That Feed Us: Challenges and Opportunities for Workers Along the Food Chain. 6. Juni 2012. (foodchainworkers.org)
- Janice Fine: Worker Centers: Organizing Communities at the Edge of the Dream. ILR Press, Ithaca, New York 2006, ISBN 0-8014-7257-1 (englisch).